# Farida Rahouadj
Farida Rahouadj, née le 23 avril 1965 à Salon-de-Provence, est une comédienne française. Elle s'est illustrée dans le cinéma d'auteur (Convoi exceptionnel) et grand public (Paparazzi), les séries télévisées (Les Sauvages, Les Bracelets rouges), le théâtre public (J'aurais voulu être égyptien, mise en scène de Jean-Louis Martinelli) ou encore les comédies musicales (L'Autre Proust).
Après avoir été l'élève d'Antoine Vitez au théâtre national de Chaillot, Farida Rahouadj débute sous la direction de Patrice Chéreau. Elle a par ailleurs participé à des ateliers à Moscou sous la direction d'Anatoli Vassiliev.
Longtemps mariée au musicien américain Robert Thomas Jr. (en) (batteur, percussionniste de Weather Report, Joe Zawinul, Stan Getz), elle a été la compagne du réalisateur Bertrand Blier, le père de sa fille Leïla.

## Biographie

### Jeunesse et premiers pas sur les planches
Farida Rahouadj est une comédienne française née le 23 avril 1965 à Salon-de-Provence (Bouches-du-Rhône) d'origine algérienne, chaouie[réf. nécessaire]. C'est à quelques kilomètres de là, à Saint-Chamas, petit village de pêcheurs, qu'elle grandit. Elle est élevée par sa mère qui s'occupe également de ses sept autres frères et sœurs, pendant que son beau-père est conducteur de trains de marchandises. 
Adolescente, elle retrouve Salon-de-Provence, sa ville natale, pour y préparer un Baccalauréat économique et social au lycée Adam de Craponne. Elle se découvre une passion pour la musique et évolue un certain temps au sein de la scène rock-punk locale. Elle chante notamment aux côtés des futurs fondateurs du groupe "Urgent" et de la toujours active salle de rock "Le Portail Coucou" ; une expérience qui l'amènera à participer à la création du spectacle La méthode de Léo Ferré, mis en scène par Richard Martin, actuel directeur du Théâtre Toursky à Marseille, avec la participation du groupe marseillais Leda Atomica avec qui elle chantera un temps. C'est à la même époque qu'elle se découvre une passion pour les planches et intègre le Théâtre de Recherche de Marseille. Après deux années passées dans cette école ce qui lui aura permis de vivre ses premières expériences théâtrales, elle quitte la cité phocéenne pour Paris.

### Carrière

#### Années 90 et premiers pas au cinéma
À Paris, Farida réussit le concours d'entrée à l'école que dirige Antoine Vitez au Théâtre national de Chaillot. Elle décroche au même moment un rôle dans la pièce Les Paravents de Jean Genet, mise en scène par Patrice Chéreau au Théâtre des Amandiers à Nanterre. C'est là que Farida rencontre celle qui deviendra sa mère spirituelle, et lui servira de guide tant dans la vie que sur les planches, la grande tragédienne, Maria Casarès. Elle y fait également la connaissance de ceux qui deviendront ses compagnons de route Dominique Blanc, Zinedine Soualem… Plus tard, elle crée le rôle de la Princesse Negroni dans Lucrèce Borgia, mis en scène par Antoine Vitez, qu'elle jouera en Italie à Venise et Florence. À la fin des années 1980, elle retrouve Maria Casarès dans Ce soir on improvise de Luigi Pirandello, mis en scène par Lucien Pintilié au Théâtre de la Ville, et sur la scène du théâtre de Gennevilliers dans Hécube d'Euripide dirigée par Bernard Sobel. En 1995, elle est également présente à ses côtés pour ce qui sera le dernier rôle joué par la tragédienne, Les œuvres complètes de Billy the Kid de Michael Ondaatje, mis en scène par F. Hoffmann au Théâtre national de la Colline.
Les années 1990 marquent les premiers pas de Farida Rahouadj dans le cinéma. Elle décroche son premier rôle dans Rue du Bac de Gabriel Aghion. Très vite ses apparitions sur le grand et petit écran se multiplient : aux côtés de Béatrice Dalle dans La Fille de l'air de Maroun Bagdadi, dans La Nuit sacrée de Nicolas Klotz, dans Paparazzi d'Alain Berbérian ou encore Vivre au paradis de Bourlem Guerdjou.

#### Les années 2000 en tête d'affiche
Elle se hisse en tête d'affiche en 2003 avec son rôle dans Les Côtelettes de Bertrand Blier, qu'elle joue d'abord au théâtre et au cinéma aux côtés de Michel Bouquet, Philippe Noiret et Catherine Hiegel. C'est le début de sa collaboration avec Bertrand Blier : Combien tu m'aimes ?, Le Bruit des glaçons, et enfin, en 2019, dans Convoi exceptionnel où elle tient le rôle principal féminin aux côtés de Christian Clavier et Gérard Depardieu.
Elle figure au casting de réalisateurs très différents : Jean-Michel Ribes en 2008 pour Musée haut, musée bas, Léa Fehner en 2009 dans Qu'un seul tienne et les autres suivront, qui lui permet d'avoir une résonance à l'international, Nicolas Castro dans Des lendemains qui chantent ou Alix Delaporte pour Le Dernier Coup de marteau nommé pour le meilleur scénario à la Mostra de Venise.
En 2017, elle passe également à la mise en scène avec le spectacle L'autre Proust dans lequel elle chante accompagnée au piano par Vincent Leterme. En 2019, elle joue dans la série produite et diffusée par Canal+, Les Sauvages, adaptée des romans de Sabri Louatah et mise en scène par Rebecca Zlotowski. Cette série avec Roschdy Zem et Amira Cazar, décroche en 2019 le record de streaming des créations originales de Canal+.
En 2020, elle est à l'affiche du film Gagarine, réalisé par Fanny Liatard et Jérémy Trouilh, en sélection officielle du Festival de Cannes 2020. Elle reçoir le prix du meilleur second rôle féminin de l'édition du Festival Jean Carmet 2020 .

## Théâtre
- Les Paravents de  Jean Genet, mise en scène de Patrice Chéreau
- Ce soir on improvise  de Luigi Pirandello, mise en scène Lucian Pintilie
- Oberon de Carl Maria von Weber,  mise en scène Jean-Claude Fall
- Lucrèce Borgia de  Victor Hugo,  mise en scène  Antoine Vitez
- Princesse de  Fatima Gallaire  mise en scène Jean-Pierre Vincent
- J'aurais voulu être Égyptien d'Alaa El Aswani,  mise en scène Jean-Louis Martinelli
- Le Malentendu, d'Albert Camus,  mise en scène Olivier Desbordes
- Um Kulthum tu es ma Vie de et mise en scène Hédi Tillette de Clermont-Tonnerre
- L'Autre Proust, mise en scène Farida Rahouadj
- Tableau de service,  mise en scène Serge Hureau
- Les Paravents de  Jean Genet, mise en scène de Arthur Nauzyciel

## Filmographie

### Cinéma
- 1991 : Rue du Bac de Gabriel Aghion : Zohra la serveuse
- 1992 : La Fille de l'air de Maroun Bagdadi : Phildar
- 1993 : La Nuit sacrée de Nicolas Klotz : la prostituée
- 1994 : Les Amoureux de Catherine Corsini : Linda
- 1998 : Paparazzi d'Alain Berbérian : Yasmine
- 1998 : Vivre au paradis de Bourlem Guerdjou : Ouarda
- 1999 : Rien à faire de Marion Vernoux : Marie, la voisine
- 2003 : Les Côtelettes de Bertrand Blier : Nacifa
- 2005 : Combien tu m'aimes ? de Bertrand Blier : la voisine
- 2008 : Musée haut, musée bas de Jean-Michel Ribes : Rosette
- 2009 : Qu'un seul tienne et les autres suivront de Léa Fehner : Zohra
- 2009 : Bambou de Didier Bourdon : la DRH
- 2010 : Le Bruit des glaçons de Bertrand Blier : l'agent immobilier
- 2013 : Né quelque part de Mohamed Hamidi : Zohra
- 2014 : Des lendemains qui chantent de Nicolas Castro : la Mère Sylvain
- 2014 : Le Dernier Coup de marteau d'Alix Delaporte : l'assistante de Rovinski
- 2019 : Convoi exceptionnel de Bertrand Blier : Esther Combasse
- 2020 : Gagarine de Fanny Liatard et Jérémy Trouilh : Fari
- 2020 : Sous les étoiles de Paris de Claus Drexel : la doctoresse
- 2021 : Mince alors 2 ! de Charlotte de Turckheim : la mère de Karim
- 2022 : Viens je t'emmène d'Alain Guiraudie : Mme El Alaoui
- 2022 : Vous n'aurez pas ma haine de Kilian Riedhof : Sylvie
- 2025 : Reine mère de Manele Labidi : Hakima

### Télévision

#### Téléfilms
- 2003 : Drôle de genre de Jean-Michel Carré : Arielle Trissi
- 2005 : Permis d'aimer de Rachida Krim : Djamila
- 2007 : Ali Baba et les Quarante Voleurs de Pierre Aknine : Zubayda
- 2009 : Douce France de Stéphane Giusti : Fatima Chaouche
- 2011 : Un cœur qui bat de Sophie Révil et Christophe Barraud : Leïla
- 2021 : Jugé sans justice de Lou Jeunet : la juge Belloua
- 2022 : Et toi, c'est pour quand ? de Caroline et Éric du Potet : Mme Barkhane

#### Séries télévisées
- 2007 : Greco de Philippe Setbon : Dr Hilda Floss
- 2007 : Mystère de Didier Albert : Lise Alban (mini-série)
- 2009 : Boulevard du Palais de Thierry Petit : Djamila Mandari (saison 11, épisode 1)
- 2009 : Julie Lescaut de Thierry Petit : Arianne Laforêt (saison 19, épisode 1 : La morte invisible)
- 2011 : Interpol : Yamina Sharaf (saison 1, épisode 6)
- 2015 : Panthers de Johan Renck : Fatima (mini-série)
- 2015 : Le Passager de Jérôme Cornuau : ? (mini-série)
- 2016 : Le Bureau des légendes d'Éric Rochant : Sihem Boumaza (saison 2, épisodes 2 et 6)
- 2016 : Cannabis de Lucie Borleteau : Djemila (mini-série)
- 2016 : En famille de Maxime Potherat : Rachida
- 2016 : Profilage d'Alexandre Laurent : Lydia Bazin (saison 7, épisode 1 : Les Adieux)
- 2017-2019 : L'Art du crime, série réalisée par Charlotte Brandström et Éric Woreth : Florence, la psychanalyste
- 2019 : Le Voyageur de Stéphanie Murat : Solange Petit
- 2019 : Les Sauvages de Rebecca Zlotowski : Dounia (mini-série)
- 2020 : Les Bracelets rouges : Mariam
- 2022 : Last Light de Dennie Gordon : Yara (mini-série)
- 2022 : Addict de Didier Le Pêcheur : Leïla Mokrani
- 2023 : Escort Boys de Ruben Alves, épisode 3 : Christine

## Distinctions
- Festival Jean Carmet 2020 : Prix du Jury du meilleur second rôle féminin pour Gagarine[11]